# A Través de Flandes 2015
La 70.ª edición de A Través de Flandes tuvo lugar el 25 de marzo de 2015. Tuvo un recorrido de 200,2 km entre Roeselare y Waregem
La carrera formó parte del UCI Europe Tour 2015, en categoría 1.HC.
La carrera fue ganada por el corredor belga Jelle Wallays del equipo Topsport Vlaanderen-Baloise, en segundo lugar Edward Theuns (Topsport Vlaanderen-Baloise) y en tercer lugar Dylan van Baarle (Cannondale).

## Equipos participantes
Fueron los siguientes 22 equipos los que participaron en la carrera:
| WorldTeams (13)- AG2R La Mondiale - Astana - BMC Racing Team - Cannondale-Garmin - Etixx-Quick Step - IAM Cycling - Katusha - Lotto NL-Jumbo - Lotto-Soudal - Movistar Team - Orica-GreenEDGE - Tinkoff-Saxo - Trek Factory Racing Equipos continentales profesionales (9)- Androni Giocattoli - Cofidis, Solutions Crédits - Cult Energy - Europcar - MTN-Qhubeka - Roompot Oranje Peloton - Southeast - Topsport Vlaanderen-Baloise - Wanty-Groupe Gobert |
| |

## Clasificación final
La clasificaciones finales de la carrera fue:
| \| Clasificación general \| Clasificación general \| Clasificación general \| Clasificación general \| Clasificación general \| \| Ciclista \| Ciclista \| Equipo \| Tiempo \| \| \| --------------------- \| ------------------------ \| --------------------------- \| --------------------- \| --------------------- \| \| 1.º \| Jelle Wallays \| Topsport Vlaanderen-Baloise \| 4 h 35 min 59 s \| \| \| 2.º \| Edward Theuns \| Topsport Vlaanderen-Baloise \| + 2 s \| \| \| 3.º \| Dylan van Baarle \| Cannondale-Garmin \| + 2 s \| \| \| 4.º \| Michał Kwiatkowski \| Etixx-Quick Step \| + 4 s \| \| \| 5.º \| Guillaume Van Keirsbulck \| Etixx-Quick Step \| + 1 min 20 s \| \| \| 6.º \| Tiesj Benoot \| Lotto-Soudal \| + 1 min 29 s \| \| \| 7.º \| Cyril Lemoine \| Cofidis, Solutions Crédits \| + 1 min 29 s \| \| \| 8.º \| Jens Debusschere \| Lotto-Soudal \| + 1 min 29 s \| \| \| 9.º \| Nikolas Maes \| Etixx-Quick Step \| + 1 min 29 s \| \| \| 10.º \| Alekséi Tsatevich \| Katusha \| + 1 min 29 s \| \| |                          |                             |                 |
| |                          |                             |                 |
| Fuentes: ProCyclingStats Cycling Archives |                          |                             |                 |
| Clasificación general |                          |                             |                 |
| Ciclista | Ciclista                 | Equipo                      | Tiempo          |
| 1.º | Jelle Wallays            | Topsport Vlaanderen-Baloise | 4 h 35 min 59 s |
| 2.º | Edward Theuns            | Topsport Vlaanderen-Baloise | + 2 s           |
| 3.º | Dylan van Baarle         | Cannondale-Garmin           | + 2 s           |
| 4.º | Michał Kwiatkowski       | Etixx-Quick Step            | + 4 s           |
| 5.º | Guillaume Van Keirsbulck | Etixx-Quick Step            | + 1 min 20 s    |
| 6.º | Tiesj Benoot             | Lotto-Soudal                | + 1 min 29 s    |
| 7.º | Cyril Lemoine            | Cofidis, Solutions Crédits  | + 1 min 29 s    |
| 8.º | Jens Debusschere         | Lotto-Soudal                | + 1 min 29 s    |
| 9.º | Nikolas Maes             | Etixx-Quick Step            | + 1 min 29 s    |
| 10.º | Alekséi Tsatevich        | Katusha                     | + 1 min 29 s    |

## UCI Europe Tour
La carrera otorga puntos para el UCI Europe Tour 2015, solamente para corredores de equipos Profesional Continental y Equipos Continentales. La siguiente tabla corresponde al baremo de puntuación:
| Posición   | 1.º | 2.º | 3.º | 4.º | 5.º | 6.º | 7.º | 8.º | 9.º | 10.º | 11.º | 12.º | 13.º | 14.º | 15.º |
| Puntuación | 100 | 70  | 40  | 30  | 25  | 20  | 15  | 10  | 9   | 8    | 7    | 6    | 5    | 4    | 3    |

| Ciclista      | Equipo                      | Puntos |
| ------------- | --------------------------- | ------ |
| Jelle Wallays | Topsport Vlaanderen-Baloise | 100    |
| Edward Theuns | Topsport Vlaanderen-Baloise | 70     |
| Cyril Lemoine | Cofidis, Solutions Crédits  | 15     |
| Oscar Gatto   | Androni Giocattoli          | 3      |